# Stara szkoła muzyczna w Ełku
Stara szkoła muzyczna w Ełku – zabytkowy budynek byłej szkoły muzycznej w Ełku, będący po przeniesieniu szkoły muzycznej do budynku przy ul. Armii Krajowej 21 siedzibą straży miejskiej. Obiekt figuruje w Rejestrze Zabytków – nr rej.: A-969 z 24.09.1993.

## Historia
Po zakończeniu budowy obiekt należał do prywatnej osoby. W 1904 roku na parterze budynku mieściła się izba położnicza. Następnie w latach sześćdziesiątych obiekt służył jako siedziba Polskiej Zjednoczonej Partii Robotniczej i komendy hufca Związku Harcerstwa. W późniejszym czasie budynek przekształcono w szkołę muzyczną I stopnia. W 2007 roku do kamienicy przeprowadziła się straż miejska wraz z organizacjami pozarządowymi i pełnomocnikiem prezydenta miasta do spraw profilaktyki uzależnień.

## Architektura
Budynek 6-osiowy posiada dwie kondygnacje z użytkowym poddaszem. Osie druga, trzecia i czwarta zryzalitowane. Na poziomie pierwszej kondygnacji tworzą wykusz zamknięty balkonem z pełną balustradą. Ryzalit zamyka facjata umieszczona częściowo w poddaszu i częściowo w połaci dachowej zwieńczona trójkątnym szczytem ze sterczyną. Osie pierwszą i piątą zamykają wystawki umieszczone częściowo w poddaszu i częściowo w połaci dachu. Wszystkie otwory w budynku zamknięte łukiem odcinkowym nie zdobione. W narożniku pierwszej osi na poziomie pierwszej kondygnacji umieszczono 1-osiowy wykusz. Oś szósta cofnięta w stosunku do fasady mieści klatkę schodową.

## Modernizacja
10 czerwca 2009 roku skończyła się modernizacja budynku, zburzono mur przed kamienicą, postawiono fontannę, 2 latarnie i ławki. Na nowej elewacji od strony frontowej pojawił się obecny herb Ełku, natomiast po prawej stronie obiektu widnieje rycina Krzysztofa Hartknocha ukazująca Ełk z XVII wieku oraz trzy historyczne herby miasta. Zainstalowano podświetlenie budynku. Koszt renowacji wyniósł 782 tysiące złotych. W 2012 roku przy wejściu do budynku postawiono infokiosk, urządzenie umożliwiające bezpłatny dostęp do internetu.

## Położenie
Zbudowana na początku XX wieku kamienica mieści się przy ul. Piłsudskiego 2 w bezpośrednim sąsiedztwie Urzędu Miasta, I Liceum Ogólnokształcącego w Ełku, a także siedziby Komendy Powiatowej Państwowej Straży Pożarnej.